# Bothrops matogrossensis
Espèce
Synonymes
- Bothrops neuwiedi matogrossensis Amaral, 1923
- Bothropoides matogrossensis (Amaral, 1923)
- Bothrops neuwiedi boliviana Amaral, 1927

Bothrops matogrossensis est une espèce de serpents de la famille des Viperidae. 

## Répartition
Cette espèce se rencontre :
- au Brésil dans les États d'Amazonas, de Rondônia, de Goiás, de Tocantins, de São Paulo, dans le Sud du Mato Grosso do Sul et dans l'Ouest du Mato Grosso ;
- en Bolivie ;
- au Paraguay ;
- en Argentine dans la province de Salta.

## Description

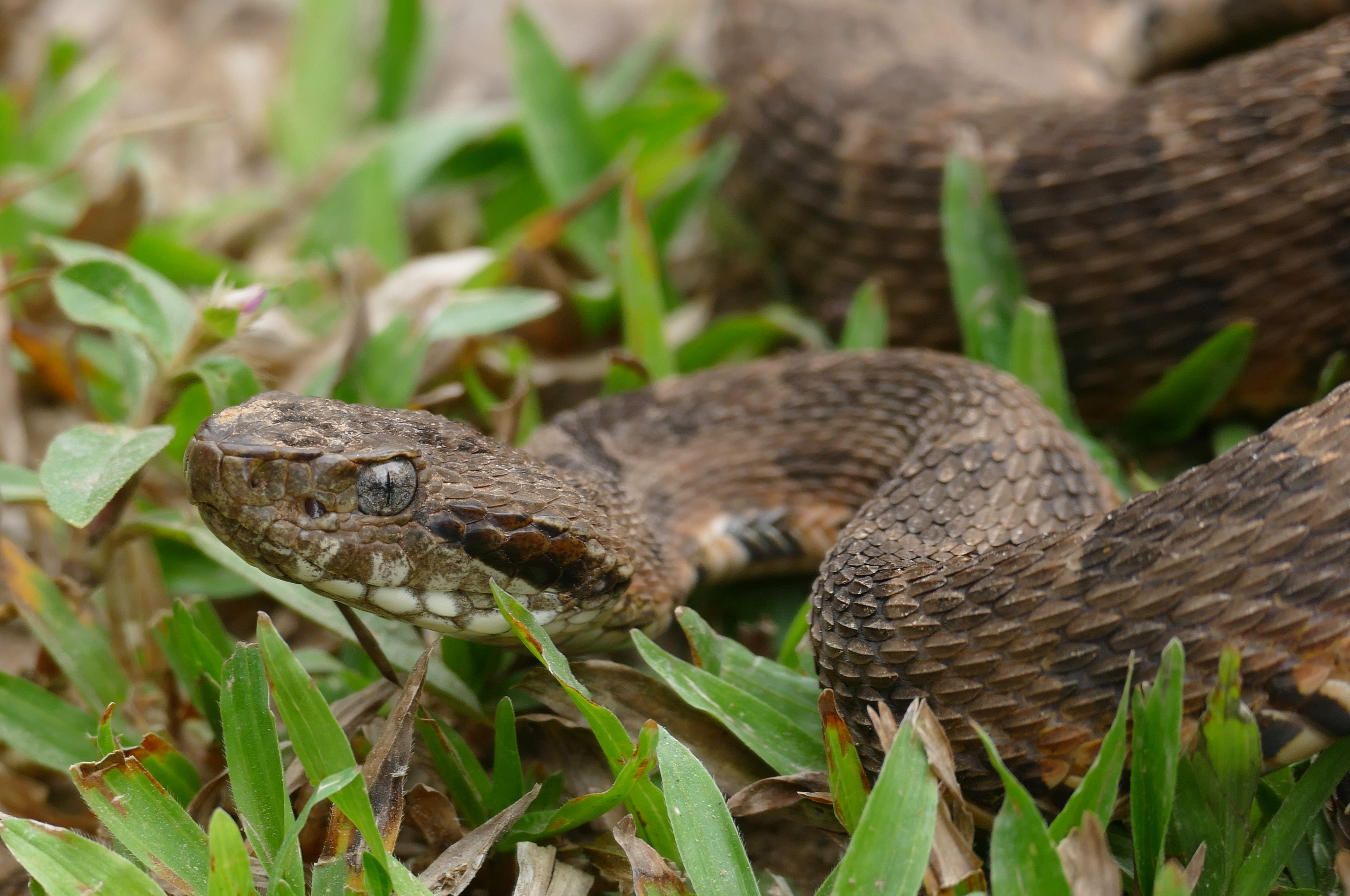
Détail de la tête

C'est un serpent venimeux.

## Étymologie
Son nom d'espèce, composé de matogross[o] et du suffixe latin -ensis, « qui vit dans, qui habite », lui a été donné en référence au lieu de sa découverte, l’État du Mato Grosso.

## Publication originale
- Amaral, 1925 : A general consideration of snake poisoning and observations on neotropical pitvipers. Contributions from the Harvard Institute for Tropical Biology and Medicine, vol. 2, p. 1-64.